# Merton Park
Merton Park est un quartier et un district électoral du borough londonien de Merton, dans le sud-ouest du Grand Londres. Il est situé à une douzaine de kilomètres de Charing Cross.

## Histoire
La paroisse historique de Merton, centrée sur l'église Sainte-Marie, s'urbanise dans la deuxième moitié du XIXe siècle à l'initiative du philanthrope John Innes (en) qui y fait construire une cité-jardin à partir des années 1870. Le manoir dans lequel réside Innes, Merton House, devient après sa mort en 1904 un centre horticole, le John Innes Centre.